# GusGus
Ne doit pas être confondu avec Gugusse ou C'est Gugusse avec son violon.
GusGus est un groupe islandais de musique électronique, originaire de Reykjavik. Formé en 1995, ses membres actuels sont Stephan Stephensen (alias President Bongo), Birgir Þórarinsson (alias Biggi Veira), Daniel Agust et Margrét Rán Magnúsdóttir. Le nom du groupe trouve son origine dans le film Tous les autres s'appellent Ali de Rainer Werner Fassbinder dans lequel le personnage féminin cuisine du couscous pour son amant et le prononce « Gus Gus », le groupe y voit une référence sexuelle.

## Histoire
GusGus se forme en 1995 en tant que collectif de cinéma et d'acteurs. Le nom du groupe fait référence au film allemand Tous les autres s'appellent Ali (Angst essen Seele auf) de Rainer Werner Fassbinder, où un personnage féminin prépare du couscous pour son amant et le prononce Gusgus. 
En 1997, le groupe se produit à Toronto, au Canada. Ils y reviennent une deuxième fois dans le cadre d'une tournée de soutien à leur deuxième album, Polydistortion. En 1998, un remix du titre Purple apparaît sur la compilation Tranceport de Paul Oakenfold. Après le troisième album du groupe, This Is Normal (1999), la branche cinématographique de GusGus (Kjartansson et Árni Þorgeirsson) se sépare pour former la société de production Celebrator, plus tard connue sous le nom d'Arni & Kinski, qui produit des publicités et des vidéos. En janvier 2004, ils sortent le morceau Desire avec Ian Brown.
En 2011, le groupe compte plus de 700 000 exemplaires vendus dans le monde.
En 2014, l'album Mexico sort. Stephan « President Bongo » Stephensen y collabore encore, mais il quitte GusGus avant la sortie de l'album.  Le 23 février 2018, l'album studio Lies Are More Flexible sort Le premier extrait Featherlight sort le 19 janvier 2018. En 2019 et 2020, deux EP suivi avec Remixes Are More Flexible, Pt. 1 et Remixes Are More Flexible, Pt. 2 avec des remixes, mais aussi des morceaux précédemment instrumentaux de Lies Are More Flexible avec des voix et sous un nouveau titre.
L'incarnation de 2015 est composée de quatre membres (President Bongo, Biggi Veira, Urður Hákonardóttir et Daníel Ágúst Haraldsson). Quelques anciens membres comme Hafdís Huld, Blake et Daníel Ágúst se lancent en solo ; Emilíana Torrini fournit une chanson pour la bande originale du film Le Seigneur des anneaux : Les Deux Tours de Peter Jackson. 
En novembre 2020, GusGus sort Higher, le premier single de leur nouvel album Mobile Home, qui sort en 2021. La nouvelle chanteuse supplémentaire était Margrét Rán Magnúsdóttir du groupe islandais Vök. La formation à trois Haraldsson, Þórarinsson et Ran est conservée par GusGus pour l'album suivant, DanceOrama, sorti en 2023. À une exception près : Breaking Down est une exception inédite datant de l'époque d'Arabian Horse et est chantée par Urður Hákonardóttir et Högni Egilsson. Ce morceau est également publié en tant que single. Le clip d'animation montre le line-up actuel de GusGus plus les deux chanteurs du morceau, mais pas President Bongo, qui l'a coécrit et produit. 

## Style musical
Le style musical de GusGus est éclectique, et bien que principalement classée techno, trip hop et house, le groupe expérimente d'autres styles. Ils remixent durant leur carrière des chansons d'artistes populaires tels que Björk, Depeche Mode, Moloko, et Sigur Rós.